# Романюта Едуард Едуардович
Едуа́рд Едуа́рдович Романю́та (нар. 23 жовтня 1992, м. Тернопіль) — український співак, автор пісень, музикант, актор, телеведучий.

## Життєпис
Народився в Тернополі. Творчою діяльністю почав займатися з чотирирічного віку. Вже у віці п'яти років виступав в Національному палаці мистецтв України, у Києві, де за професійні досягнення його особисто відзначає Президент України Л. Кучма. У 1999—2002 роках бере участь в «Президентських ялинках», що проводяться в Києві, давши понад 170 виступів. У 2014 році закінчив Тернопільський національний економічний університет.
У дитячому віці Едуард стає володарем Гран-прі міжнародних пісенних конкурсів: «Перлина Півдня» (Україна), «Італійська магія» (Італія), лауреатом I премії міжнародних конкурсів «Пісенна магія» (Болгарія), «Слов'янський базарчик» (Україна), «Італійська магія» (Італія), переможцем всеукраїнських конкурсів «Зірки на сцену», «Пісенний вернісаж», «Слов'янський базарчик», «Сонячний Скіф» та ін. Всього на його рахунку 3 міжнародних Гран-прі, перемоги на 7 міжнародних та 18 всеукраїнських пісенних конкурсах. У 2000 році Едуард Романюта головував у журі від України в міжнародному дитячому пісенному конкурсі «Слов'янський базарчик» у Вітебську, Білорусь, де виступив і як гість.
У 2003 році випустив свій дебютний альбом «Барви рідної землі», на підтримку якого проводить грандіозний шоу-концерт. Всього на рахунку Едуарда чотири концертні програми, що включають понад 50 пісень.
У 2004 році, за вагомий внесок у розвиток музичної культури України, Едуард Романюта був нагороджений Прем'єр-міністром України грамотою і медаллю. Серед його нагород є національні титули «Дитина року», «Юне обдарування» та ін.
Через деякий час на Едуарда починають звертати увагу міжнародні видавці. Так, у 2012 році, разом зі шведськими видавцями «Cosmos Music Group», «Famous music» і «19 songs» Едуард випускає сингл «I'll never let go». З цим треком співак стає фіналістом українського національного відбору на «Євробачення 2012», а кліп на цю пісню набирає мільйони переглядів на YouTube. Завдяки цій пісні Едуард Романюта став переможцем в номінаціях «Краща пісня іноземною мовою» та «Відео року» на церемонії премії «OE Music Awards».
У результаті співпраці зі шведськими видавцями Едуард Романюта випускає в 2012 році ще 3 треки: «Betray» спільно з «Starlab Publishing», «Conspiracy» разом із «Snowflake Music Publishing», також, у співпраці з «Cosmos Music Publishing», виходить реліз синглу «Get real with my heart», з яким Едуард, беручи участь в українському національному відборі на «Євробачення 2013», в фіналі посідає третє місце. Відео на пісню «Get real with my heart» було відзнято компанією «Hollywood World Studious» в Лос-Анджелесі, Каліфорнія, США та з успіхом набирає численних переглядів на каналах YouTube і Vevo.
У 2012 році брав участь в шоу Першого Національного Українського каналу «10 + 10», де виконував дуети з Софо Геловані, згодом представницею Грузії на «Євробачення 2013».
У 2013 році успішна співпраця та спільні виступи з групами «t.A.T.u» — Київ Stereo Plaza і «Парк Горького» на Автомотофесті, Київ — Льодовий стадіон.
У 2013 році, спільно зі шведськими видавцями «Universal Music Publisher», артист випускає трек «Nightmare». У цьому ж році у співпраці з «Roasting House Music», «Jazzell Music» і «Wicked Night Music» виходить трек «Reckless». Також у 2013 році виходить композиція «No regrets» на слова і музику британських авторів. Нещодавно, Едуард Романюта випустив аудіо-візуальний альбом «Conspiracy», до якого увійшли 13 треків і 7 відео.

## Євробачення 2015

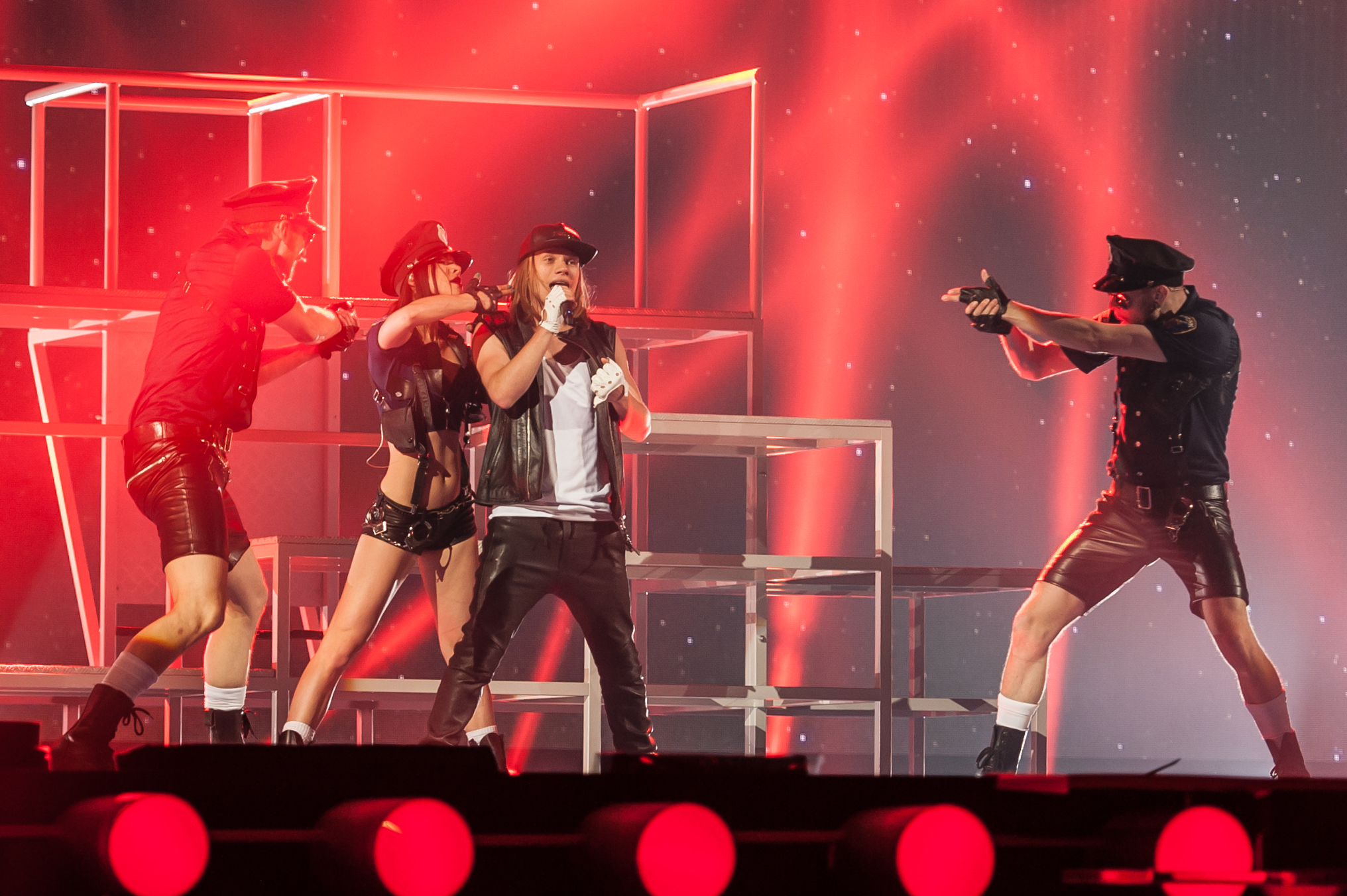
Едуард Романюта на Євробаченні-2015

У 2014 році шведськими паблішерами «The Kennel» спеціально для українського відбору на «Євробачення-2015» була створена пісня «I Want Your Love». Однак Україна відмовилася від участі в конкурсі, і Едуард Романюта вирішив представити пісню на молдавському відборі.
У 2015 році переміг в національному відборі Республіки Молдова і отримав право представляти її на 60-му ювілейному конкурсі пісні «Євробачення-2015» у Відні (Австрія). За результатами жеребкування, Едуард виступив в першому півфіналі під першим номером, але до фіналу конкурсу не пройшов.
Одночасно з творчою діяльністю співак здобув вищу освіту і отримав два дипломи Магістра з відзнакою. В даний час навчається в аспірантурі ТНЕУ і працює над кандидатською дисертацією — «Міжнародна конкуренція податкових систем і політика оподаткування України в контексті євронтеграції».